# Andrea Jaeger
Andrea Jaeger (Chicago, 4 giugno 1965) è un'ex tennista statunitense.

## Carriera sportiva
All'inizio degli anni Ottanta Andrea Jaeger era considerata la grande promessa del tennis femminile. Nel 1980, a soli 15 anni raggiunse i quarti a Wimbledon e la semifinale agli US Open, record poi infranto da Jennifer Capriati. L'anno successivo, ad appena sedici anni la Jaeger raggiunse la seconda posizione nel ranking WTA e la semifinale nello Slam americano, un record.
Negli anni successivi raggiunse la finale del Roland Garros, nel 1982, e la finale di Wimbledon nel 1983, in ambo i casi però dovette piegarsi di fronte a Martina Navrátilová. Nel 1984 subì un grave infortunio alla spalla che, de facto, le impedì di giocare nelle stagioni successive, costringendola a un precoce ritiro dalle competizioni. La Jaeger non fu quindi in grado di mantenere le grandi aspettative che il pubblico nutriva nei suoi confronti dopo i suoi precoci exploit.
In carriera ha vinto complessivamente 15 tornei: 10 come singolarista, 4 in doppio e 1 in doppio misto. È la prima tennista ad essersi aggiudicata un torneo di singolare WTA (Las Vegas 1980) dopo essere stata ripescata come lucky loser. Nel 2018 Olga Danilović eguaglia l'impresa nel torneo di Mosca, il Moscow River Cup.

## Dopo il ritiro
Dopo il ritiro, avvenuto nel 1987, si è prevalentemente dedicata ad opere di carità e iniziative filantropiche. Nel corso degli anni Ottanta si è laureata in teologia e nel 2004 ha pubblicato la sua autobiografia, intitolata First Service.
Nel 2006 è divenuta una suora domenicana, con il titolo di Suor Andrea, ed è entrata a far parte della Chiesa Episcopale in Colorado. Successivamente ha dichiarato in un'intervista che durante la carriera agonistica aveva subito maltrattamenti da parte del padre e, a volte, alcuni allenatori le avevano proposto l'assunzione di droghe.
Nell'aprile del 2007 prende parte - insieme ad atleti del calibro di Andre Agassi, Lance Armstrong, Tony Hawk, Jackie Joyner-Kersee e Muhammad Ali - ad una puntata del talk show Good Morning America in cui annuncia la creazione di una nuova associazione filantropica, chiamata "Athletes for Hope", che ha come obiettivo sensibilizzare alla solidarietà e alla beneficenza gli sportivi professionisti.
Nel 2009 ha abbandonato l'ordine religioso a cui apparteneva. All'inizio del 2020 si è trasferita in Florida, dove continua le sue raccolte fondi.